# Marvin Hamlisch
Marvin Frederick Hamlisch (2 tháng 6 năm 1944 – 6 tháng 8 năm 2012) là một nhà soạn nhạc và người điều khiển dàn nhạc Mỹ. Ông đã đoạt giải Oscar, 4 giải Grammy, 3 Giải Emmy, một giải Tony và 3 Giải Quả Cầu Vàng. Ông cũng là một trong hai người đã giành được cả bốn giải thưởng và cũng là một người nhận được giải Pulitzer cho kịch (1976) (người kia là Richard Rodgers). Hamlisch là người diều khiển chính cho một số dàn nhạc của Hoa Kỳ, kể cả dàn nhạc giao hưởng Pittsburgh, Pasadena and Pops và dàn nhạc giao hưởng San Diego. Ông đã soạn nhạc cho hơn 40 bộ phim, kể cả nhạc khúc đoạt giải Oscar và bản nhạc trong bộ phim The Way We Were, và cho đoạn nhạc ragtime của Scott Joplin dùng trong phim The Sting, đã giúp ông đoạt giải Oscar thứ ba của ông. Ông đã soạn từ những tác phẩm nổi tiếng trên sân khấu Broadway cho đến các bản hòa tấu cổ điển, và nhạc rhythm and blues.
Hamlisch sinh ra ở Manhattan trong một gia đình có cha mẹ là người Do Thái sinh ra ở Wien, mẹ là Lilly (nhũ danh Schachter) và cha là Max Hamlisch. Cha ông là một nhạc công accordion và chỉ huy dàn nhạc. Hamlisch là một thần đồng âm nhạc, lúc năm tuổi, cậu bé bắt đầu bắt chước âm nhạc piano mà cậu nghe trên radio. Một vài tháng trước khi lên 7 tuổi, năm 1951, cậu đã được chấp nhận vào học ở trường nay là Khoa dự bị Đại học Trường Julliard, công việc đầu tiên của cậu là một nghệ sĩ dương cầm diễn tập cho Funny Girl với Barbra Streisand. Ngay sau đó, anh được thuê bởi nhà sản xuất Sam Spiegel để chơi piano tại tiệc của Spiegel. Hamlisch tham dự Queens Cao đẳng. Ông đã nhận được bằng cử nhân nghệ thuật học vào năm 1967. Hamlisch tốt nghiệp Trường Âm nhạc Julliard và trường đại học Queen.